# (34801) 2001 SE61
2001 SE61 (asteroide 34801) é um asteroide da cintura principal. Possui uma excentricidade de 0.11528410 e uma inclinação de 1.71289º.
Este asteroide foi descoberto no dia 17 de setembro de 2001 por LINEAR em Socorro.